# Jesús Luzardo
Jesús Luzardo (né le 30 septembre 1997 à Lima au Pérou) est un lanceur gaucher des Marlins de Miami de la Ligue majeure de baseball.

## Carrière
Né au Pérou de parents vénézuéliens, Jesús Luzardo grandit principalement en Floride, aux États-Unis.
Il étudie et joue au baseball à l'école secondaire Marjory Stoneman Douglas High School de Parkland, en Floride.
Joueur à l'école de Parkland, Jesús Luzardo est choisi par les Nationals de Washington au 3e tour de sélection du repêchage de 2016.
Le 16 juillet 2017, les Nationals transfèrent Luzardo, qui évolue en ligues mineures, le lanceur droitier Blake Treinen et le joueur de champ intérieur Sheldon Neuse aux Athletics d'Oakland en échange des lanceurs de relève Sean Doolittle et Ryan Madson.

### Athletics d'Oakland (2019-2021)
Jesús Luzardo fait ses débuts dans le baseball majeur avec les Athletics d'Oakland le 11 septembre 2019. 
Il est le premier joueur né au Pérou à évoluer dans la Ligue majeure de baseball.